# Tuberaphis loranthi
Tuberaphis loranthi är en insektsart som först beskrevs av Tseng och Tao 1938.  Tuberaphis loranthi ingår i släktet Tuberaphis och familjen långrörsbladlöss. Inga underarter finns listade i Catalogue of Life.